# Wysoczyzna Iżorska
Wysoczyzna Iżorska (ros.: Ижорская возвышенность, Iżorskaja wozwyszennost' ) – wysoczyzna w europejskiej części Rosji, w zachodniej części obwodu leningradzkiego. Wznosi się do 176 m n.p.m. Występują liczne wzniesienia morenowe, jeziora, bagna i zjawiska krasowe. Zbocza północne i zachodnie są strome (wysokość 50–80 m) i stanowią część tzw. glintu – utworzonej z twardych wapieni sylurskich, urwistej falezy, która ciągnie się ok. 450 km od południowego brzegu jeziora Ładoga, wzdłuż wybrzeża Morza Bałtyckiego, aż do miasta Paldiski w Estonii. Wysoczyzna porośnięta głównie lasami szerokolistnymi i sosnowymi.